# Tim Russert
Timothy John "Tim" Russert, född 7 maj 1950 i Buffalo, New York, död 13 juni 2008 i Washington, D.C., var en amerikansk TV-journalist och advokat, som ledde NBC:s Meet the Press. Han var också en korrespondent och gäst i NBC:s The Today Show och Hardball. Russert rapporterade om flera presidentval, bland annat 2008 års primärval mellan Barack Obama och Hillary Clinton. Time Magazine inkluderade Russert i en lista av de 100 mest inflytelserika personerna 2008. 
Russert avled 58 år gammal av ett slaganfall.